# Kim Cesarion
Kim Cesarion (født 10. juli 1990 i Stockholm) er en svensk sanger med Aristotracks. Han er af græsk og guadeloupisk oprindelse.

## Diskografi

### Singler
| År   | Singler            |         |       |         |         |                                                |
| År   | Singler            | Danmark | Norge | Finland | Sverige |                                                |
| ---- | ------------------ | ------- | ----- | ------- | ------- | ---------------------------------------------- |
| 2013 | "Undressed"        | 6       | 13    | 11      | 7       | Danmark: Platin Norge: Guld Sverige: 2x Platin |
| 2013 | "Brains Out"       | 31      |       |         |         |                                                |
| 2014 | "I Love This Life" | 25      |       |         | 38      |                                                |
| 2016 | "Therapy"          |         |       |         | 74      |                                                |